# Kapten Sabeltand och skatten i Lama Rama
Kapten Sabeltand och skatten i Lama Rama är en norsk spelfilm regisserad av John Andreas Andersen och Lisa Marie Gamlem med Kyrre Haugen Sydness i huvudrollen som Kapten Sabeltand. Filmen hade biopremiär i Norge 26 september 2014.
Filmen är baserad på karaktärerna skapade av Terje Formoe 1989, som tidigare både har uppträtt som TV-serier och teaterstycken.

## Handling
Den föräldralösa Pinky följer med sjörövaren Kapten Sabeltand på en resa i hans skepp.

## Rollista
- Kyrre Haugen Sydness – Kapten Sabeltand
- Odd-Magnus Williamson – Långeman
- Pia Tjelta – Rosa
- Anders Baasmo Christiansen – kung Rufus
- Jon Øigarden – prins Badal
- Fridtjov Såheim – Björn Barsk
- Tuva Novotny – Frida
- Vinjar Pettersen – Pinky
- Sofie Bjerke – Ravn
- Robert Skjærstad – Skalken
- Andreas Cappelen – Benjamin
- Nils Jørgen Kaalstad – Dankert
- Ask van der Hagen – skeppspojken
- Janne Formoe – huvudvakt

### Svenska röster
- Tuva Novotny
- Jan Åström
- Andreas Rothlin Svensson
- Göran Gillinger
- Anna Sahlene
- Tobias Ågren[18]